# Bukowiec II (gromada)
Bukowiec II (10 III 1961 – 31 XII 1972 Bukowiec nad Pilicą) – dawna gromada, czyli najmniejsza jednostka podziału terytorialnego Polskiej Rzeczypospolitej Ludowej w latach 1954–1972.
Gromady, z gromadzkimi radami narodowymi (GRN) jako organami władzy najniższego stopnia na wsi, funkcjonowały od reformy reorganizującej administrację wiejską przeprowadzonej jesienią 1954 do momentu ich zniesienia z dniem 1 stycznia 1973, tym samym wypierając organizację gminną w latach 1954–1972.
Gromadę Bukowiec II z siedzibą GRN w Bukowcu utworzono – jako jedną z 8759 gromad na obszarze Polski – w powiecie opoczyńskim w woj. kieleckim, na mocy uchwały nr 13g/54 WRN w Kielcach z dnia 29 września 1954. W skład jednostki weszły obszary dotychczasowych gromad Bukowiec, Góry Trzebiatowskie, Juljanów, Karolinów, Małe Końskie, Obarzanków, Potok, Syski i Zajączków ze zniesionej gminy Zajączków w tymże powiecie (identyfikatora "II" użyto w celu odróżnienia jednostki od gromady Bukowiec I w tymże powiecie). Dla gromady ustalono 17 członków gromadzkiej rady narodowej.
Uchwałą Nr 16/61 z 22 czerwca 1961 z mocą wsteczną od 10 marca 1961 nazwę gromady Bukowiec II z siedzibą w Bukowcu zmieniono na gromada Bukowiec nad Pilicą z siedzibą w Bukowcu nad Pilicą.
31 grudnia 1961 do gromady Bukowiec nad Pilicą przyłączono kolonię Potok A ze zniesionej gromady Twarda.
Gromada przetrwała do końca 1972 roku, czyli do kolejnej reformy gminnej.